# Oscar Yebra
Óscar Yebra, né le 15 juillet 1974 à León, est un joueur espagnol de basket-ball.

## Biographie
Le jeune Óscar Yebra Fernandez commence le basket dans le centre de formation du colegio Leones. Il est très vite repéré par le grand club de la Joventut Badalone, alors club au sommet européen, qu'il intègre et dans lequel il va faire ses gammes dans les équipes jeunes.

C'est finalement en revenant dans sa ville d'origine en 1993 qu'il entame sa carrière professionnelle dans le club du CB León, en seconde division dans un premier temps puis au sommet en Liga ACB. Très vite, il fait sa place dans l'effectif à tel point qu'à la fin de la saison 1994-1995, il reçoit le titre de meilleur espoir espagnol de la ligue ACB. Il participe à l'Euro espoir 1996 avec la sélection espagnole. L'année d'après, il gagne les Jeux Méditerranéens avec son pays.

Óscar Yebra quitte son club en 1998 après il se fait remarquer lors de sa dernière saison avec ses 8 points et 3 rebonds par match. Le Limoges CSP rentre en contact avec cet espoir du basket espagnol, il y signe pour une saison. Cependant le club français ne réalise pas une bonne saison et les dirigeants ne le conservent pas. Yebra revient au pays et enchaîne les clubs de Liga ACB tels que Gijon, Valladolid et Valence avec qui il dispute en 2006 la finale de la Coupe du Roi. Entre-temps, il est sélectionné pour les jeux olympiques d'été de 2004.

En 2008, Óscar Yebra retente l'étranger en jouant pour le compte du club iranien, Mahram (ligue 1 iranienne). Finalement, après une saison en Iran, il décide de repartir en Espagne. Ne trouvant pas de club, il s'entraine avec le club catalan de Lliria (4me division espagnole) se trouvant alors en plein chaos financier, et ne voyant aucune proposition venir de l'élite espagnole, il accepte de jouer avec ses partenaires d'entraînement jusqu'à la fin de la saison de manière totalement désintéressée puisqu'aucune compensation financière ne lui sera versé pendant cette période. Lorsque la saison 2010-2011, il s'engage avec le club de Melilla Baloncesto situé dans l'enclave africaine du même nom (2e division) qui vient d'échouer de peu à l'accession en Liga ACB deux mois auparavant en se faisant éliminer dans les barrages.

## Palmarès
Sélection
- 1997: Vainqueur des Jeux Méditerranéens avec l’Espagne

Club
- 2005-2006: Finaliste de la Coupe du roi avec Valence

## All-Star Game
- 2002-2003: Participe au ACB All-Star Game de Alicante

## Nominations et distinctions
- 1994-1995: Meilleur espoir espagnol (gigantes del Superbasket)

## Sélections
- Espagne espoir
- Espagne A

Jeune
- 1996: Participe au Championnat d’Europe espoir
- 1997: Participe aux Jeux Méditerranéens de Bari

Sénior
- 2003: 1re sélection contre le Japon
- 2004: Participe aux Jeux Olympiques d’Athènes